# Feliks Szpan
Feliks Szpan (ur. 12 lutego 1924 w Leningradzie, zm. 1 lipca 2016) – polski uczestnik II wojny światowej w ramach Armii Czerwonej oraz 1 Dywizji Piechoty im. Tadeusza Kościuszki, funkcjonariusz aparatu bezpieczeństwa PRL.

## Życiorys
Syn Mikołaja i Heleny. Był uczestnikiem II wojny światowej, od 1941 w szeregach Armii Czerwonej zaś od 1943 w ramach 1 Dywizji Piechoty im. Tadeusza Kościuszki. Od 1944 brał udział w walkach z oddziałami antykomunistycznej partyzantki jako funkcjonariusz aparatu bezpieczeństwa. Był między innymi dowódcą grupy operacyjnej kryptonim „Dęblin-Irena” z siedzibą sztabu w Dęblinie i według zachowanej w IPN dokumentacji brał udział w likwidacji oddziałów „Spokojnego”, „Szatana”, „Zagańczyka”, „Wichra”, „Żuka”, „Starego”, „Brzozy”, „Zapory”. Pełnił szereg funkcji kierowniczych w aparacie bezpieczeństwa. Od 1949 był kierownikiem sekcji w Wydziale I Departamentu Ochrony Rządu MBP i odpowiadał za operacyjne zabezpieczenie osoby prezydenta Bolesława Bieruta. Był między innymi kawalerem Krzyża Oficerskiego Orderu Odrodzenia Polski. Służbę w SB zakończył w 1990 roku.
Pochowany na Cmentarzu Komunalnym Piaseczno-Julianów.